# Кристофър Смит
Кристофър Смит (на английски: Christopher Smith) е американски филмов критик и писател на бестселъри в жанра трилър.

## Биография и творчество
Кристофър Смит е роден през 1966 г. в САЩ. През 1988 г. завършва Университета на Мейн с бакалавърска степен по английска филология. В периода 1996-2012 г. е филмов критик и колумнист към вестник „Бангър Дейли Нюз“ в Мейн, и в периода 1997-2007 г. е филмов критик към клоновете WLBZ и WCSH на NBC като коментира в ефир два пъти седмично филми и театрални пиеси. В периода 2003-2013 г. е собственик на сайта „WeekinRewind.com“ за търговия с книги. В периода 1993-2013 г. е и старши мениджър на уеб развитие и социални медии на сайта „UMaine.edu“ на Университета на Мейн.
Първият му роман „Пето авеню“ от едноименната поредица е публикуван през 2010 г. Луис Раян и Джордж Редман са милиардери, започнали от нищото. Преди години Джордж е убил жената на Луис, и сега за отмъщение Луис наема международен убиец да убие семейството му. Но не всичко се развива по план след като се намесва мафията, а в центъра на действието се оказват дъщерите на Джордж, Селина и Лиана Редман. Книгата става бестселър и го прави известен.
Кристофър Смит живее със семейството си в Бангър, Мейн.

## Произведения

### Самостоятелни романи
- Your Movie Gave Me Hives (2011)
- You Only Die Twice (2012)

### Серия „Пето авеню“ (Fifth Avenue)
1. Fifth Avenue (2010)
Пето авеню, изд.: ИК „Бард“, София (2013), прев. Теодора Божилчева, Венцислав Божилов
2. Running of the Bulls (2011)
Клубът на биковете, изд.: ИК „Бард“, София (2013), прев. Иван Златарски
3. From Manhattan with Love (2011)
4. From Manhattan with Revenge (2012)
5. A Rush to Violence (2012)
6. Park Avenue (2013)

### Серия „Изтормозен“ (Bullied)
1. Bullied (2011)
2. Revenge (2011)
3. Witch (2011)
4. War (2011)